# Camila Giangreco Campiz
Liz Camila Giangreco Campiz (* 24. August 1996 in Asunción) ist eine ehemalige paraguayische Tennisspielerin.

## Karriere
Giangreco Campiz begann mit sechs Jahren das Tennisspielen und bevorzugt Hartplätze. Sie spielte hauptsächlich auf der ITF Women’s World Tennis Tour, auf der sie zwei Titel im Einzel und 20 im Doppel gewinnen konnte.
Im Juniorinnendoppel bei den French Open 2013 und im Juniorinneneinzel der US Open 2013 erreichte sie jeweils das Achtelfinale.
Bei den Olympischen Jugend-Sommerspielen 2014 trat sie in allen drei Disziplinen an. Im Mädcheneinzel gelangte sie mit einem Sieg über Ye Qiuyu ins Achtelfinale, wo sie aber gegen Iryna Schymanowitsch unterlag. Im Mädchendoppel und Mixed erreichte sie jeweils das Viertelfinale.
Bei den Panamerikanische Spiele 2015 trat sie im Einzel an, verlor aber bereits in der ersten Runde gegen Andrea Gámiz mit 3:6 und 5:7.
Bei den Südamerikaspielen 2018 trat sie im Einzel und Doppel für Paraguay an. Im Dameneinzel erreichte sie das Viertelfinale, im Damendoppel gewann sie mit ihrer Partnerin Montserrat González die Silbermedaille.
Von 2013 bis 2017 gehörte sie zum paraguayischen Fed-Cup-Team, für das sie neunmal zum Einsatz kam. Von ihren jeweils sechs Einzel und Doppel konnte sie kein Einzel aber vier Doppel gewinnen.
Ihre letzte Saison spielte Giangreco Campiz 2018 und ihr letztes Turnier im November 2018. Seit September 2019 wird sie nicht mehr in den Weltranglisten geführt.

## Turniersiege

### Einzel
| Nr. | Datum             | Turnier     | Kategorie   | Belag | Finalgegnerin    | Ergebnis |
| --- | ----------------- | ----------- | ----------- | ----- | ---------------- | -------- |
| 1.  | 28. Oktober 2012  | Luque       | ITF $10.000 | Sand  | Anamika Bhargava | 7:5, 6:4 |
| 2.  | 12. November 2017 | Encarnación | ITF $15.000 | Sand  | Nathaly Kurata   | 6:4, 6:2 |

### Doppel
| Nr. | Datum              | Turnier               | Kategorie   | Belag     | Partnerin               | Finalgegnerinnen                          | Ergebnis           |
| --- | ------------------ | --------------------- | ----------- | --------- | ----------------------- | ----------------------------------------- | ------------------ |
| 1.  | 2. Mai 2015        | Villa del Dique       | ITF $10.000 | Sand      | Fernanda Brito          | Ana Victoria Gobbi Monllau Constanza Vega | 6:3, 6:74, [10:6]  |
| 2.  | 4. September 2015  | Duino-Aurisina        | ITF $10.000 | Sand      | Erika Vogelsang         | Pia Brglez Sara Palcic                    | 6:2, 7:5           |
| 3.  | 25. März 2016      | São José do Rio Preto | ITF $10.000 | Sand      | Carolina Meligeni Alves | Maria Herazo Gonzalez Noelia Zeballos     | 6:3, 6:4           |
| 4.  | 2. April 2016      | São José dos Campos   | ITF $10.000 | Sand      | Constanza Vega          | Guadalupe Pérez Rojas Nadia Podoroska     | 6:75, 7:65, [10:8] |
| 5.  | 30. April 2016     | Villa del Dique       | ITF $10.000 | Sand      | Fernanda Brito          | Nathaly Kurata Eduarda Piai               | 6:3, 7:5           |
| 6.  | 10. Juni 2016      | Buenos Aires          | ITF $10.000 | Sand      | Carolina Meligeni Alves | Sofia Blanco Constanza Vega               | 2:6, 6:2, [11:9]   |
| 7.  | 20. August 2016    | Medellin              | ITF $10.000 | Sand      | Fernanda Brito          | María Fernanda Herazo Carla Lucero        | 6:4, 6:2           |
| 8.  | 27. August 2016    | Cali                  | ITF $10.000 | Sand      | Fernanda Brito          | Emily Appleton Naomi Totka                | 6:1, 6:4           |
| 9.  | 29. Oktober 2016   | Pereira               | ITF $10.000 | Sand      | Fernanda Brito          | María Paulina Pérez Paula Andrea Pérez    | 6:1, 6:2           |
| 10. | 17. Dezember 2016  | Santa Cruz            | ITF $10.000 | Sand      | Fernanda Brito          | Victoria Bosio Victoria Rodríguez         | 6:2, 7:5           |
| 11. | 14. Juli 2017      | Campos do Jordão      | ITF $25.000 | Hartplatz | Ingrid Gamarra Martins  | Nathaly Kurata Rebeca Pereira             | 7:61, 6:3          |
| 12. | 7. Oktober 2017    | Villa del Dique       | ITF $15.000 | Sand      | Fernanda Brito          | Mariana Correa Flavia Guimaraes Bueno     | 6:3, 6:3           |
| 13. | 14. Oktober 2017   | Buenos Aires          | ITF $15.000 | Sand      | Fernanda Brito          | Bárbara Gatica Guillermina Naya           | 7:5, 0:6, [10:5]   |
| 14. | 28. Oktober 2017   | Lambaré               | ITF $15.000 | Sand      | Fernanda Brito          | Thaisa Grana Pedretti Noelia Zeballos     | ohne Spiel         |
| 15. | 4. November 2017   | Asunción              | ITF $15.000 | Sand      | Fernanda Brito          | Thaisa Grana Pedretti Nathaly Kurata      | 7:67, 6:4          |
| 16. | 10. März 2018      | Campinas              | ITF $15.000 | Sand      | Fernanda Brito          | Lara Escauriza Marcela Zacarías           | 6:4, 4:6, [10:4]   |
| 17. | 28. Juli 2018      | Tampere               | ITF $15.000 | Sand      | Bojana Marinković       | Polina Bachmutkina Elena Malõgina         | 1:6, 6:4, [10:7]   |
| 18. | 25. August 2018    | Lambaré               | ITF $15.000 | Sand      | Fernanda Brito          | Bárbara Gatica Rebeca Pereira             | 6:4, 4:6, [10:3]   |
| 19. | 1. September 2018  | Asunción              | ITF $15.000 | Sand      | Fernanda Brito          | Marcela Bueno Anastasia Shaulskaya        | 6:0, 6:2           |
| 20. | 22. September 2018 | Buenos Aires          | ITF $15.000 | Sand      | Fernanda Brito          | Julieta Lara Estable Catalina Pella       | 7:5, 7:62          |